# Tangy Loch
Tangy Loch ist ein schottischer Süßwassersee. Er liegt auf der Halbinsel Kintyre in der Council Area Argyll and Bute etwa acht Kilometer nordwestlich von Campbeltown. Rund zwei Kilometer nordöstlich befindet sich der größere Lussa Loch. Der See ist ein wichtiger Überwinterungsort der Grönländischen Blässgans und wurde 1989 wegen des besonders reichhaltigen Bewuchses mit Wasserpflanzen zur Site of Special Scientific Interest (SSSI) erklärt.

## Beschreibung
Tangy Loch ist circa 720 Meter lang und maximal etwa 380 Meter breit. Aus seiner Fläche von 19 Hektar und einer mittleren Tiefe von fünf Metern ergeben sich ein Volumen von rund 0,94 Mio. Kubikmetern und ein Umfang von rund zwei Kilometern. Sein Einzugsgebiet bedeckt 175 Hektar und erstreckt sich vornehmlich nach Südosten. Es umfasst im Wesentlichen Wald- (63 %) und Heideflächen (22 %), während Grundwasser rund 11 % des Zuflusses ausmacht.
Etwa in der Seemitte befindet sich ein Crannóg, eine vermutlich zumindest zu Teilen künstliche Insel. Sie weist einen D-förmigen Grundriss von 21,6 Metern Länge und 18,3 Metern Breite auf und erhebt sich rund zwei Meter über die Seeoberfläche. Ein Dammweg wurde in der Vergangenheit beschrieben, ist jedoch nicht mehr ersichtlich. Dies ist möglicherweise in der Erhöhung des Seespiegels zum Betrieb der Tangy Mill gegen Ende des 18. Jahrhunderts begründet. Möglicherweise handelt es sich dabei um die „insula et fortalitium de Ellanlochnacanage“, deren Nutzung Bischof John Campbell 1576 Colin Campbell, 6. Earl of Argyll gestattete. Auf der Insel sind Gebäudereste erkenntlich. Der Crannóg ist als Scheduled Monument geschützt.
Tangy Loch ist ein Angelgebiet, in dem vor allem Bachforellen gefangen werden können.